# Literatura kurda
Literatura kurda és la literatura feta en kurd.

## La tradició oral
La literatura oral i folklòrica ha estat una constant en la història literària kurda. Hi ha cançons de diverses classes i varietats: dîlok, govand i dilân (dansa), lawjk i hâyran (amor), şer o delal (guerra), cançonetes que acompanyaven la transhumància de primavera (serêle) o de tardor (pahîzok), cançons de bressol (lorî), epitàlams (hevale o serezavano) o de dol (sīn o qewil). Els contes o historietes en prosa (çîrok) són plens d'imaginació, poden ser meravellosos, satírics o anecdòtics, com els comtes d'animals (lewda). Entre les grans narracions llegendàries trobem Mamê Alan, Zelixa û Fatûl, Layla û Mejnûn, Siyabend û Xacê, Zambilfiros (Venedor de cistelles), Xûrsid û Xawer, Şirin û Xoşrew, Şirin û Ferhad, Faxîr û Sitiy i Manica û Bijan; les epopeies de trama històrica (destan) Dimdim, Julindî, Rustem û Zoraw, Cihangir, Zendeheng, Nadir û Topal, Els dotze Cavallers de Meriwan, Abdul Rehman Baban i Ezdînşer Bedir-Xan, que facilitaven la glòria dels dengbêj (trobadors professionals) i xirokbêj (contistes), capaços de retenir en la memòria llargues i nombroses cançons, amb històries d'amor tràgiques i de poders sobrenaturals, com Slemanê Slivi.
Durant el segle xx s'han publicat nombrosos reculls de folklore kurd, com Gotina pêcine (1957) i Sîrpehatiye Resiwe darî (1956) de Cegerxwin, publicats a Damasc; Oise-i pêşinan (1933) d'Ismail Heqî Şaweys, publicat a Bagdad; Hezar bêj û pend (1930) de Marûf Çiyawok, també a Bagdad, Çiri ke kurde (1961) i Çirike û Siyamend (1956) d'A. Ayyubian, a Tabriz; i Zambilfîros (1965) de Gew Mukriani, a Hewler. El 1987 l'editorial sueca Orfeus publicà els Cîrokên kurdî (Contes kurds) de Roger Lescot, qui publicà una Kürtçe gramari (1968) amb E.C. Bedirxane.

## Primeres mostres

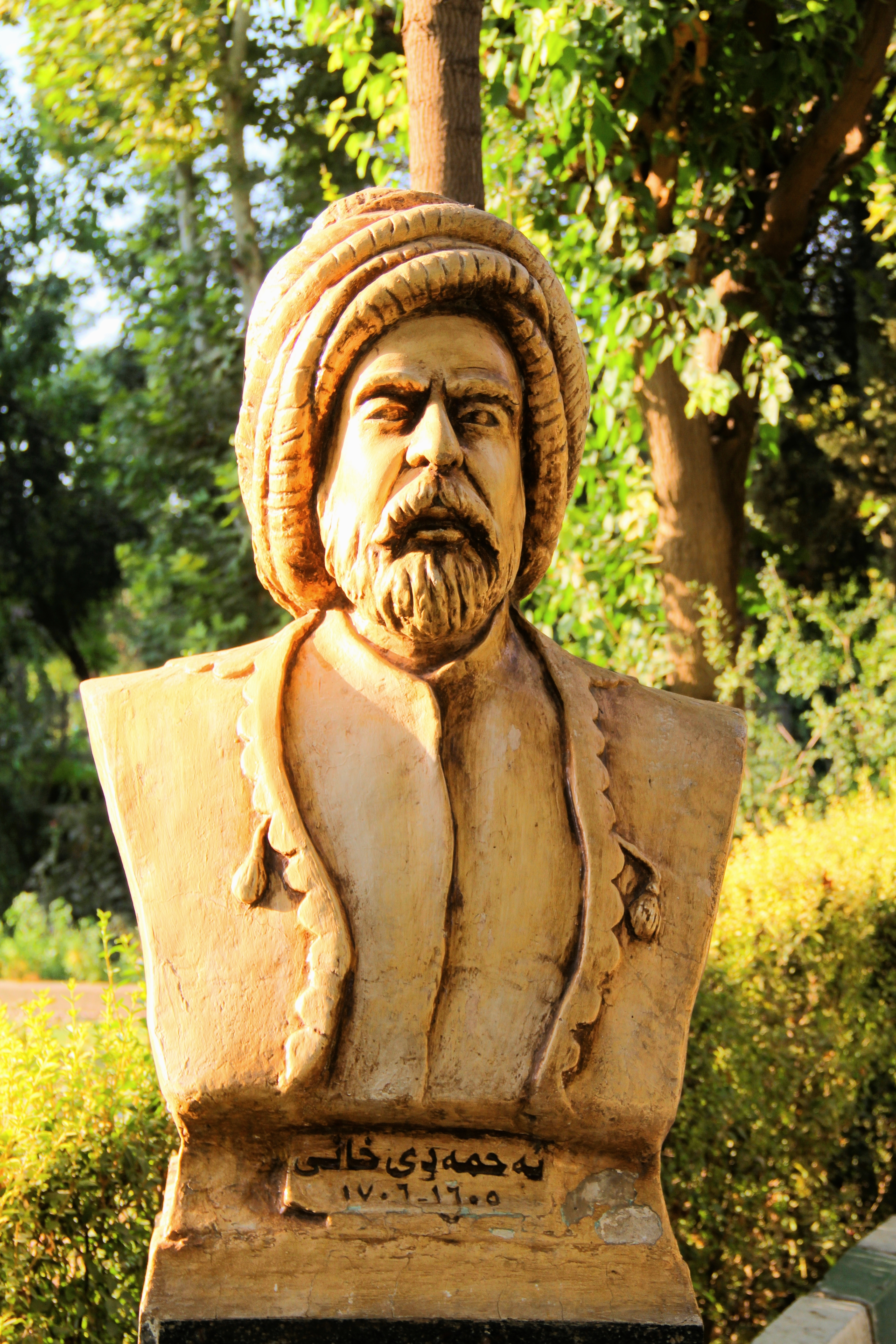
Monument al poeta i escriptor kurd Ahmadi Xani a Sulaymaniyah, Kurdistan iraquià.

El primer text en kurd data del segle vii, i narra com els àrabs exterminaren els zoroastrians. Però Ibn al Athir (mort el 1233) al seu Kamil assenyala que pocs kurds saben escriure el seu idioma, i que les obres cultes les escriuen en àrab, com Ibn Kallikan (1211-1282), historiador i biògraf, o Abu'l Fida (1273-1331) historiador i geògraf; en farsi, com Xarif Khan Bidlisi (fl. 1596) i Idris Hakim Bidlisi (mort el 1520), autor de Hest Bihest (Vuit paradisos, 1501) i una història de l'Imperi Otomà en persa. També era kurd el gran poeta turc Fuzuli (mort el 1556). Gairebé tots els escriptors kurds antics eren políglots. Altres autors kurds destacats en idiomes forasters foren:
- Els poetes àrabs Zahāwī (1863-1936), Ahmad Shawki (1868-1932), Rusafī (1875-1945), el sociòleg Kasim Amin (1865-1908) i els novel·listes 'Akkad (1889-1964), Muhammad Taymur (1892-1921) i Mahmud Taymur (1894-?).
- En persa, Muhammad Mardukh Kurdistanī, R. Yasimī i Ihsan Nūri
- En turc, M.N. Dersimli i A. Yamulki.

Segons la informació donada per Alexander Jaba, cònsol rus a Hakkari, caldrà esperar al segle xv per a trobar al primer poeta kurd conegut en llengua kurda, Elî Herîrî (1425-1495) d'Hekari amb cants patriòtics, Ahmed Mala-i-Ziviri (s. XII), Hafîz (mort el 1389), Djamî (1414-1492), Mela Ehmed de Batê (1414-1495), Şêx Ehmed Nîsanî Meleyê Cizîri de Bohtan (1407-1481), autor d'un diwan de 2.000 versos influïts per la mística sufita, publicat el 1904; Mir Mihemed de Mukis Feqiyê Teyran ("El jurista dels ocells", 1590-1660), amb les obres en kurmanji El cavall negre i Història del xeic San'an; Êli Tirmuqi (1590-1653) amb Bātē, Mustafa Besarani (1641-1702) amb Mala Tahir Avromani, Sharaf Khan (1543-1604), amb Nubara picunan (La primavera dels petits, 1648), diccionari àrab-kurd per a infants; i el gran Ehmedê Xanî (1652-1706), autor del lèxic àrab-kurd Nûbuhar (Primícies), editat el 1892, i de la gran epopeia nacional Memozîn (1695), versió del mite Mame Alan escrita en 2.565 dístics, on relata la vida de Mem, fill del rei del Iemen, que representa el poble kurd, i que és empresonat i es lamenta de la divisió del país. Foren deixebles seus Ismaîlê Bayezidî (1654-1709), autor de Gulzar (El roser) glossari kurmanji-àrab-persa, Murad Xan Bayezidî (1736-1778) i Sheref Khan de Çülemerg (1682-1748), poetes lírics.
La primera gramàtica de la llengua kurda fou composta per l'italià Maurizio Gaizoni, religiós dominic que passà vint anys a Amadiyya i hi compongué Grammatica e vocabolario della lingua kurda (1787). A les corts dels valis d'Ardalan o dels soldans de Heweraman, destacarien els poetes en gurani i producció poètica fonamentada en la mètrica dodecasíl·laba, Ehmedê Textî (mort el 1640), Şêx Mistefa Besaranî (1641-1702), Xānay Qubādī (1700-1759), autor d'un Salawāt nama i del Çirin û Xosrow, Mahzûni (fl. 1783) i Mullah Bulad Xanê (m. 1885) amb un Layli û Mexnum. També destacaren els autors de ghazals Mawlawi (1806-1882) i Yusuf Yaska (1592-1636).

## Seglexix
Durant el segle xix, augmentà el nombre d'escriptors en llengua kurda; en poesia s'usa la qaşida, poema líric monorímic de 15-30 dístics, el ghazal, poema curt de 5-12 dístics i altres; i destacaren autors com Mewslewi (1806-1882), Nalî (Malâ Khidrî Ahmed-î Chawaysi Mikhayîlî, 1797-1825), amb un divà en kurd central publicat el 1931; Hêdci Qadirê Goyî (1815-1892), autor de qasides de tarannà social i considerat el més gran poeta kurd del segle, del qual se'n publicà el diwà el 1925; el mullah sufita Salih Herîq (1851-1907); Edeb (Evdelah Beg Misbah al Diwan, 1859-1916) amb un diwan, el poeta Ehmed Begê Komasi (1795-1876) i el xeic Şêx Riza Talebanî (1835-1910), mullah agnòstic fundador de la poesia satírica kurda; Salim (1800-1866) i Kurdi (1803-1849), amb poesia patriòtica; el naqshbandi Mehwî (1830-1904), amb teories sufites; Mirza Rehîm Wafa'i (1836-1892) i les poetesses Mah Şeref Xanim d'Ardelan (1800-1847), Sira Xanim de Diyarbakir (1814-1865) i Mihrewan de Berwarî (1858-1905). També van rebre visites de científics europeus, com Alexander Jaba, autor de Recueil de notices et recites kurdes (1860) i d'un Dictionnaire kurde-françois (1879) amb F. Justi.

## Segle XX
Quan al segle xx, cal dir que fou al final de la Primera Guerra Mundial quan es produí l'esclat definitiu de la literatura en llengua kurda, gràcies a les revistes i diaris. Tewfîq Wahbî fou el pioner de la gramàtica kurda (1929), dels orígens de la llengua (1966) i autor d'un diccionari kurd-anglès el 1966; desatacarien a Irak Hisên Arif (1926), fundador de la Unió d'Escriptors Kurds a Irak; Ehmed Muxtar Caf (1897-1935), Hamdî (1878-1936), Mihemed Şêx Evdil Kerîm Qani (1900-?), Evdil Wahîd Nûrî (1903-1944), Hacî Tewfiq Piremerd ("l'ancià", 1867-1950), amb Duvanza suvarai marivan (Dotze genets a Marivan, 1935); l'historiador Huseyn Huznî Mukrianî (1886-1947); el general Mihemed Emîn Zekî (1880-1945); Refiq Hilmî (m. 1961) amb Kurdistan del Sud (1956) el poeta de Silemani Evdelah Mihemed Ziwer (1875-1945) i el turmentat Faik Evdelah Bêkes ("el sense persona", 1905-1948). Evdilê Gorani (1904-1962) fou poeta, autor de Bahaşt a yadegar (Paradís i memòria, 1950), Fimesk û hunar (Llàgrimes i art, 1950), Siruşt û darun (Natura i ànima,1968) i Lavik û payam (Balada i missatge, 1969), director de la revista Jin (Vida) del PDK el 1952-1954 i presoner polític. Posteriorment han destacat Dilzar (1928), Dildar (1918-1948), autor de l'himne nacional kurd Ey ragip, Ehmed Hardî (1922), Salam (1892-1959), Kaka-y Fallah (1928), Kameran Mokrî (1929) i Mihemed Huseyn Berzinji Ain ha Ba.
Ací també des dels anys 20 començà a desenvolupar la prosa. La primera novel·la fou La Xawimâ (Dins el meu somni, 1925) de Jamil Sâ'ib (1887-1950), publicada a la revista Jiyanawa, però el 1945 fou prohibit l'assaig Adamizad la saya-y darabagî (L'home en la societat feudal) de Mahmud Ahmad. Per tal d'eixamplar vocabularis i termes, començaren traduint clàssics francesos, anglesos, perses i turcs. Així, Jamal Nebez traduí The storm de William Shakespeare (1957), Mihemed Elî Kurdî el Zadig de Voltaire (1954), i Nuredîn Zaza (1919-1988) el Gavroche de Victor Hugo i Les Estrelles d'Alphonse Daudet. Haşim Dixirmacî escriurà articles de divulgació científica, i Nacî Elas tradueix les narracions dels viatgers britànics. Zaza també publicà amb Mistefa Ehmed Botî contes a la revista Hawar, i els poemes d'Osman Sebrî (1906-1993). Tots tres s'exilaren a Síria. Quan a la crítica literària, destacaren Yûnis Reûf, el folklorista Izz al Din Rasûl (1935), Marûf Xiznedar, autor de Keş û qafiyet le şî'irî kurdî da (Ritme i mètrica a la poesia kurda, 1962), Cemîl Bendi Rojbeyani traduí a l'àrab el Sharaf name (1957). I quan a novel·listes, destacaren Şekir Fetah, Ibrahîm Ehmed (1912) i Miherem Mihemed Emîn (1921).
Endemés d'aquests, en novel·la i teatre cal destacar Burkan amb Kiç û qutebxane (la noia i l'escola, 1956), Jirî amb Afret û niwişte (La dona i el talismà, 1956), Emîn Mirza Kerîm; Xalîd Delair, Cemal Evdil Qadir Baban, amb Norûz (1960) drama de cinc actes en vers, i Zekî Ehmed Henarî. El 1971 es va fundar l'Acadèmia Kurda de Bagdad, on destacarien Marif Barzinji (1927-1963), Qā'us Guftan, Huseyn Arif (1936), Ibrahim Ahmed (1914, autor de la primera novel·la en sorani, Jan-i gal (El patiment d'un poble, 1973) i publicaren el 1970 Masala-y wijdān (Una qüestió de consciència, 1920) escrita en sorani per Ehmed Muxtar Caf.
A Turquia, Cêladit Bedir Xane (1893-1951) i Kamuran Bedir Xane (1895-1978) amb la revista Hawar (Crida) en kurmanji, s'exilaren a Damasc i el seu treball lingüístic i literari ajudarà a fer del kurd una llengua moderna. El nacionalista i unitarista Sêxmus Hesan Cegerxwin (en turc, Fattah Beg Sahibqiran, 1903-1984) va compondre la novel·la Sehr-i Jin (La ciutat de la vida) i el recull de poesia Diwanê Cegerxwîn (1945) i Sewra azadî (la revolta de la llibertat, 1954), faula sobre el Kurdistan i l'actitud nacional de les diverses classes. El més destacat ha estat el novel·lista i activista Musa Anter (1920-1992), assassinat pel règim turc, autor de Birîna reş (La ferida negra, 1965), publicada a Istanbul, sobre la misèria i ignorància dels pagesos kurds de Turquia, i Hatiralarim (Els meus records, 1991). Mahmud Bozarslan publicaria Meliya Meshûr (Contes populars, 1984) a Uppsala, i H. Deniz els Gotnê pêsyê kurda (Proverbis kurds, 1991). Suzan Damanci (Diyarbekir, 1962) escriu els novel·les Reçine kokyyordu Hêlin (Hêlin feia olor de reina, 1993), Eriyip gidiyor gice (La nit s'esvaeix, 1991) i Kivaç daglar kar tuttu (Les àrides muntanyes cobertes de neu, 1995).

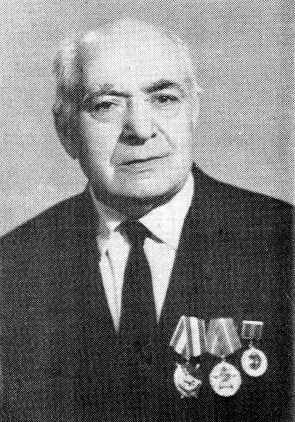
Ereb Semo.

A Iran destacà el poeta Dildar Yunus (1918-1948), autor d'Ey ragip (Ai enemic), himne nacional de la República de Mehabad i adoptat posteriorment pel PKK. El poeta més destacat fou el també polític Evdirehmanê Sherafkendi Hêjar ("Captaire", 1920-1993) membre del Komala i Zhiani Kurd el 1941 i futur cap del PDKI, compongué la novel·la Alakok (Una flor a la muntanya, 1945) i el drama Bêjti seremer û lassayi sag û mangesew (La història dels caps de moltó i la lluna i el gos) i Bîcan Esedîpûr va compondre Molla Nasreddîn.
A l'URSS han destacat Ereb Semo (1898-1979), resident a Armènia que compongué el Sivane kurd (Divà kurd, 1935), una de les millors antologies poètiques, Amre Lenin (Vida de Lenin, 1930), Jina Bextewar (Vida feliç, 1959), el folklorista Haciyê Cindî (1908), amb Nevisark'ared k'urdaya sovetie (1957); el crític Ordixanê Celîl, amb l'epopeia Telî Hamza (1963); Emînê Evdal (1906-1964) amb els poemes Darishan, Khalil ve Sinem (1965); Dzhalil Dzhasme (1908) amb Alagiaz (1964), Wezîrê Nadirî (1911-1946) amb Nubar (1935), el drama Revajinê (El rapte, 1935) i Nado ve Giulizer (1935); Ahmad Mukhtar Jaf Beg (1897-1935), Ma Zeki (1880-1948), Tahir Beg (1875-1917), Maruf Barzinji (1921), Rehîm Gazî, amb Hişyarbûn (El despertar, 1960) sobre la resistència contra turcs i iranians. Sement Siyabend (1908) amb l'epopeia lírica Siyabend û Xecê (1959) i Elî Evdalrehman (1919), amb Xatê Xanim (Senyora Khaté, 1959), i Gundê Merxasan (La vila dels herois, 1968). També destacaren els poetes lírics i crítics yazidis Casimê Celil (1908-?), Mikaîlê Reşîd (1925), Etarê Sero (1906-), Usivê Beko (1909), i els dramaturgs A. Mîrazîm, amb Zemanê çuyî (El temps passat, 1945) i Ismaîlê Duko, amb Zewaca bê dil (Matrimoni sense amor, 1964).
Des dels anys vuitanta funciona a París un Institute Kurde que promou la literatura kurda des de l'exili, escrita en alfabet llatí perquè és el que s'adapta millor a la llengua kurda. També han escrit en altre llengües Salim Bereqet (1951) de Síria, en àrab, Ismet Elçi (1964) en alemany Sinan ohne land (Sinan sense terra) o Cemile oder das Marchen der Hoffnung (Cemile o la rondalla de l'esperança), i Kemal Sadik Gökçeli Yashar Kemal (Hemite, Adana, 1923) en turc, membre del comitè central del TIP empresonat per activitats prokurdes, amb els contes Sari Sicak (El cor groc, 1952) i Ince Memed (Memet el falcó, 1956), traduïts a nombrosos idiomes. Altres dirigents kurds han escrit els seus testimonis en francès o anglès, com Mehdi Zana, amb La prison nº 5. Onze ans dans les gêoles turques (1995) i la seva esposa Leila Zana (1961), Yekta Uzunoglu (1953-), amb Ecrits de prison (1995) a París, i Ali Ekbar Gurgoz La huit de Diyarbakir, être kurde a Turquie (1995) a Suïssa. També és conegut el cantant Ahmed Kaya (1957-2000) de Meleti, habitualment cantant en llengua turca però que fou pressionat per les autoritats per aparèixer el 1999 a MedTV cantant en kurd.